# Aeroport de Castelló
L'aeroport de Castelló, també anomenat aeroport de Castelló - Costa Azahar o aeroport de Castelló - Costa dels Tarongers (codi IATA: CDT, codi OACI: LECH), és un aeroport en funcionament des de setembre de 2015, situat a la rodalia de Vilanova d'Alcolea, a la comarca de la Plana Alta del País Valencià.

## Ubicació

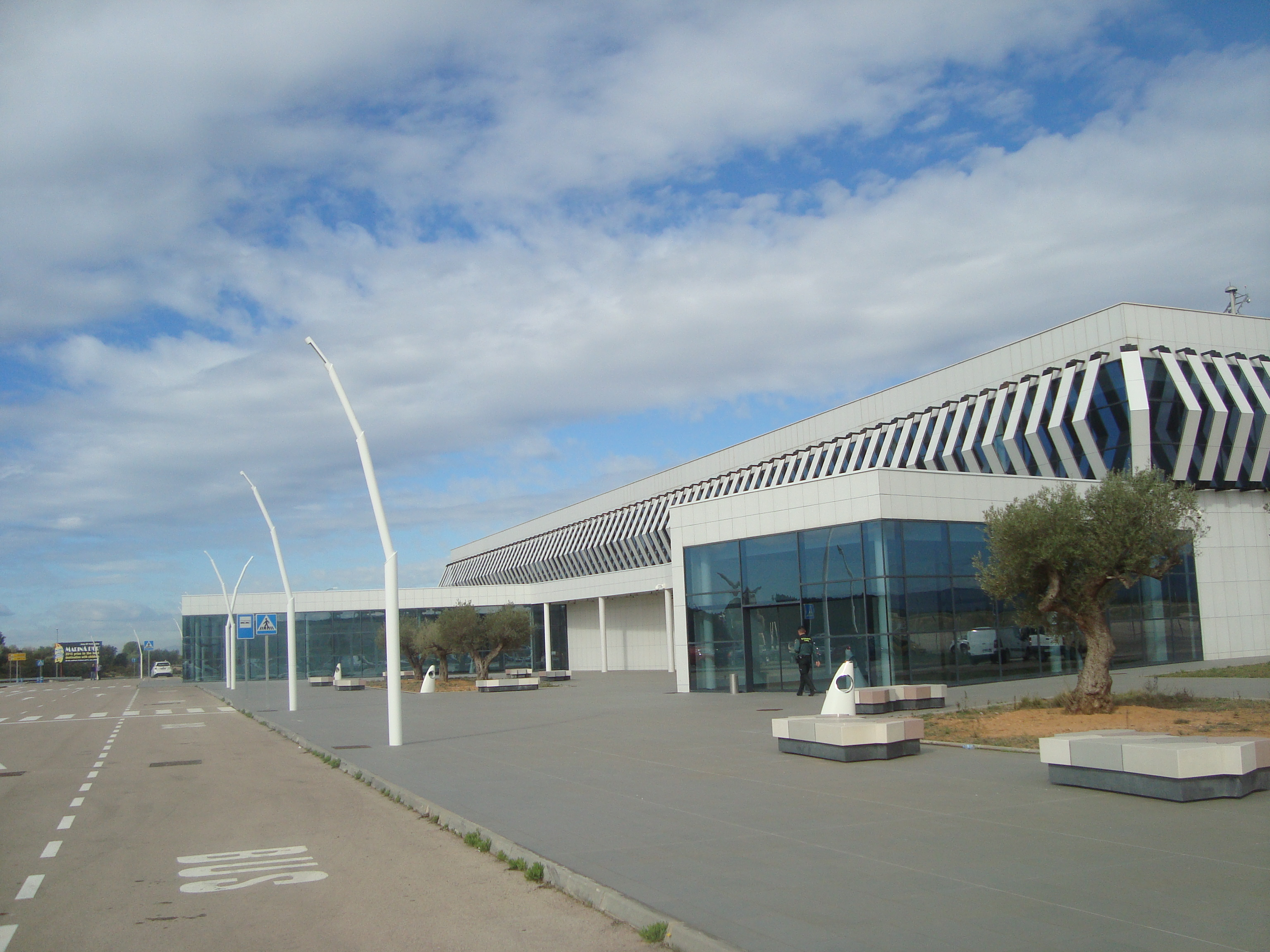
Aeroport Castelló - Costa Azahar

L'emplaçament de l'aeroport, a pocs quilòmetres de Vilanova d'Alcolea, el situa prop de Castelló de la Plana i dels diferents nuclis turístics importants de la zona, com Benicàssim, Orpesa i Peníscola, o industrials, com Vila-real, Onda i l'Alcora.

## Història
El projecte de l'aeroport ha estat identificat des d'un inici com una decisió personal del president de la Diputació de Castelló, Carlos Fabra, en un intent d'augmentar la projecció turística de la província de Castelló en el marc de projectes com Mundo Ilusión, Marina d'Or Golf o els diferents torneigs de golf. L'aeroport va tindre un cost de 76.900.000 €. En 2016 va superar els 110.000 passatgers i actualment compta amb 4 rutes regulars amb Bulgària, Polònia, Regne Unit i Romania.
El maig de 2017 arribà a tindre més passatgers (uns 18.215) que mai abans registrat.
Des de l'1 de novembre de 2019 la titularitat passà a ser de la Generalitat Valenciana. La decisió es va prendre després que l'entitat gestora Edeis trencara el contracte unilateralment després que el Consell es negara a aportar-li més fons dels acordats inicialment. El president de la Generalitat Ximo Puig digué que seria més rendible econòmicament per a les finances de l'autonomia valenciana.

### Polèmica
Des de les plataformes per la defensa i conservació dels espais naturals del País Valencià s'ha titllat al projecte de despesa innecessària, atesa la proximitat dels aeroports de Tarragona i València.
Així mateix, s'ha denunciat que l'emplaçament actual suposa la destrucció de terrenys de gran valor ecològic, i es va aconseguir la paralització de les obres en nombroses ocasions gràcies a les denúncies per delicte mediambiental presentades pel GECEN, les quals han arribat fins al Parlament Europeu.

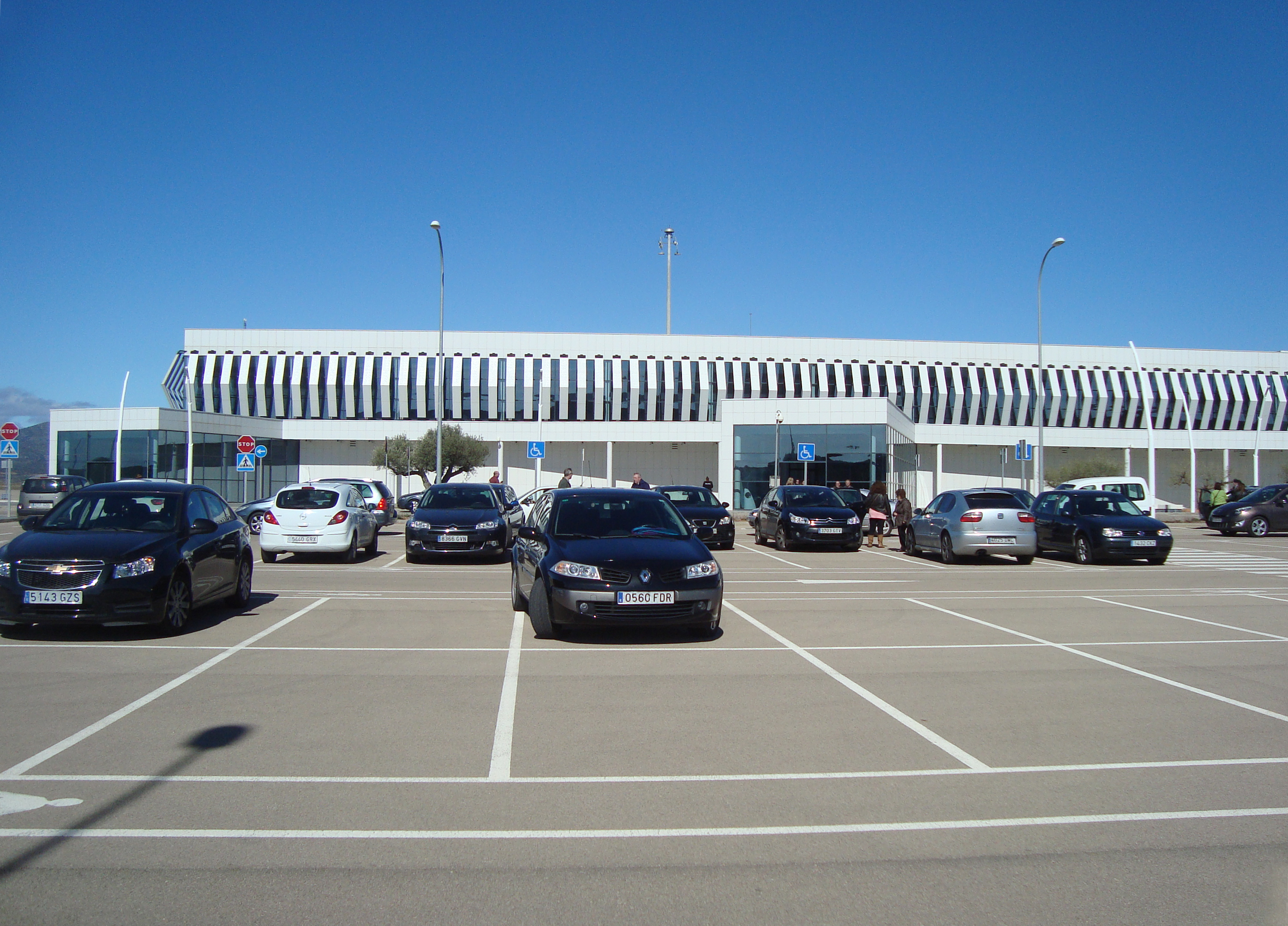
Aeroport de Castelló-Costa Azahar

El 14 de març de 2014 es conegué que la societat pública gestora de l'aeroport, Aeroport de Castelló S.L. (AEROCAS), ubicà la seu a un àtic propietat d'un cosí de la dona del president de la Generalitat Valenciana, Alberto Fabra Part, i pel qual pagà un total de 420.000 euros en el període entre 2005 i 2011, dels quals 51.840 euros (més IVA) anuals en concepte de lloguer, i del qual va assumir despeses addicionals, com l'IBI.

## Aerolínies i destinacions

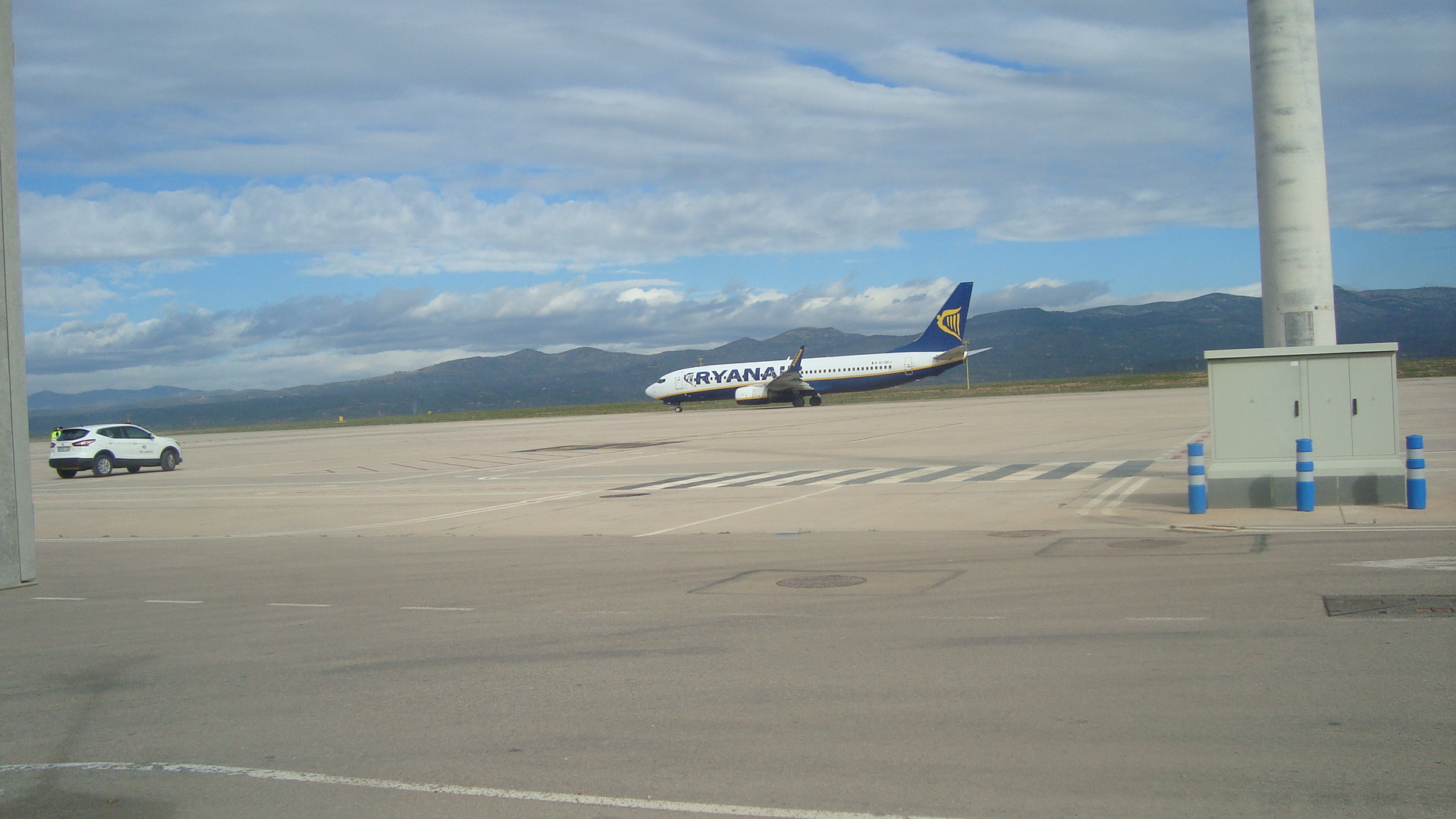
Aeroport de Castelló-Costa Azahar, avió de Bristol de la companya Ryanair

## Aerolínies i destinacions[7]
| Aerolínies | Destinacions                                          |
| ---------- | ----------------------------------------------------- |
| Blue Air   | Bucarest                                              |
| Ryanair    | Londres-Stansted, Sofia, Poznań De temporada: Bristol |